# Mesnil-sous-Vienne
Mesnil-sous-Vienne é uma comuna francesa na região administrativa da Normandia, no departamento de Eure. Estende-se por uma área de 5,53 km². Em 2010 a comuna tinha 111 habitantes (densidade: 20,1 hab./km²).